# جی. جی. پری
جی. جی. پری (به انگلیسی: J.J. Perry) یک رزمی‌کار، کارگردان فیلم‌های اکشن، بازیگر و بدل‌کار آمریکایی است.

## اوایل زندگی
پری تمرین هنرهای رزمی را در سال ۱۹۷۵ در سن هشت سالگی آغاز کرد. او در اواخر دهه ۱۹۸۰ پس از ترک ارتش شروع به اجرای بدلکاری کرد. پری تا سال ۱۹۹۳ موفق به دریافت کمربند مشکی درجه چهار در تکواندو شد.

## گزیده فیلم‌شناسی
- مورتال کامبت (۱۹۹۵) - بدلکار
- رینگ خونین ۳ (۱۹۹۷) - بازیگر
- گرمای خورشید (۲۰۰۴) - بازیگر
- کلیک (۲۰۰۶) - بدلکار
- شب در موزه: نبرد اسمیتسونین (۲۰۰۹) - بدکار
- شهر (۲۰۱۰) - بدکار و دستیار کارگردان
- مبارز (۲۰۱۱) - بدکار و هماهنگ‌کننده مبارزه
- آرگو (۲۰۱۲) - بدکار و دستیار کارگردان
- بازی اندر (۲۰۱۳) - دستیار کارگردان
- شیفت روز (۲۰۲۲)[۳][۴] - کارگردان
- بازی قاتل (۲۰۲۴) - کارگردان
- بعد از سوختن (۲۰۲۶) - کارگردان